# Kazimierz Majdański

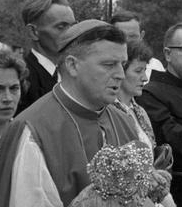
Kazimierz Majdański (1966)

Kazimierz Jan Majdański (* 1. März 1916 in Małgów bei Kalisz; † 29. April 2007 in Warschau) war ein römisch-katholischer Theologe und Bischof von Stettin-Cammin. Er gilt als einer der ersten und profiliertesten Brückenbauer der deutsch-polnischen Beziehungen in der Nachkriegszeit.

## Leben
Kazimierz Majdański wurde nach dem deutschen Überfall auf Polen 1939 sechs Jahre lang in den Konzentrationslagern Sachsenhausen und Dachau gefangen gehalten; Nazi-Ärzte führten an ihm medizinische Experimente durch.
Er empfing im Juli 1945 die Priesterweihe. Majdański wurde Titularbischof von Zorolus und Weihbischof in Włocławek und von 1979 bis 1992 Bischof von Stettin-Cammin. Am 25. März 1992 nahm Johannes Paul II. seinen altersbedingten Rücktritt als Bischof von Stettin-Cammin an und erhob ihn in den Rang eines Erzbischofs.
1992 verlieh die Universität Stettin ihm die Ehrendoktorwürde, 1996 wurde er Ehrenbürger von Stettin, 2004 Ehrenbürger von Warschau.

## Wirken
In den 1960er Jahren setzte Majdański sich für die Aussöhnung zwischen Polen und Deutschen ein. Er zählte zu den engsten Mitstreitern Johannes Pauls II. bei der Erarbeitung einer „Theologie der Familie“.

### Versuchsperson im Konzentrationslager Dachau
„Als Priesteramtskandidat im letzten Studienjahr war Kazimierz Majdanski zusammen mit dem ganzen Priesterseminar Włocławek am 7. November 1939 verhaftet worden. Nach monatelanger Haft in Sachsenhausen kommt er am 14. Dezember 1940 ins Konzentrationslager Dachau. Dort übersteht er zunächst alle Gefahren, und sogar das furchtbare Jahr 1942 ist schon fast vorbei, als eine sogenannte medizinische Kommission unter Dr. Heinrich Schütz mit ihren Phlegmone-Versuchen beginnt. Zusammen mit 37 anderen polnischen Geistlichen wird am 10. November 1942 auch Kazimierz Majdański als Versuchsperson ausgewählt und bekommt eine Eiterspritze verpasst. Pfleger beobachten den weiteren Verlauf. Immer wieder versucht Majdański, wenn er nicht zu starke Schmerzen hat, mit den meist sozialistischen Pflegern über Religion zu diskutieren. Die geistlichen Patienten nehmen sich heimlich gegenseitig die Beichte ab und spenden sich die heilige Kommunion. Anfang 1943 bricht im KZ Dachau der Typhus aus. Aus Angst vor Ansteckung stellt die Phlegmone-Kommission ihre Tätigkeit ein. Gegen die Vorschrift veranlasst der Häftlingspfleger Heini Stöhr, dass Majdański und die anderen überlebenden Versuchspersonen das rettende Medikament Tibatin bekommen. Majdański wird gesund und überlebt dann sogar noch eine Flecktyphus-Infektion. 1975 kommt es in München zum Prozess gegen den KZ-Arzt Dr. Heinrich Schütz. Dieser beruft sich darauf, dass es seiner Arbeitsgruppe ja doch um medizinische Erkenntnisse gegangen sei, die schließlich vielen Kranken hätten zugutekommen sollen.“
Schütz wird schließlich verurteilt, muss jedoch keinen Tag seiner 10-jährigen Haftstrafe verbüßen.
Auf Initiative von Kazimierz Majdański wurde zusammen mit Julius Kardinal Döpfner und Weihbischof Johannes Neuhäusler eine Bronzetafel auf der Rückseite der Todesangst-Christi-Kapelle für die polnischen Häftlinge am „Kreuzweg KZ Gedenkstätte Dachau“ als 6. Station angebracht.

## Schriften
- Kazimierz Majdański, Übersetzung Winfried Lipscher: Ihr werdet meine Zeugen sein .... Mit einem Vorwort von Joachim Kardinal Meisner und einer Einleitung von Norbert Martin, Maria aktuell, Mittelbiberbach 1995. 212 S., ISBN 3-930309-12-2.